# Comuna Nove Poricicea, Horodok
Nove Poricicea (în ucraineană Нове Поріччя) este o comună în raionul Horodok, regiunea Hmelnîțkîi, Ucraina, formată din satele Basivka, Nove Poricicea (reședința) și Stare Poricicea.

## Demografie
Componența lingvistică a comunei Nove Poricicea
     Ucraineană (99,53%)
     Alte limbi (0,47%)
Conform recensământului din 2001, majoritatea populației comunei Nove Poricicea era vorbitoare de ucraineană (99,53%), existând în minoritate și vorbitori de alte limbi.